# Club Hoquei Lloret
El Club Hoquei Lloret és una entitat esportiva de Lloret de Mar, a la comarca de La Selva, fundada el 1969 i dedicada a la pràctica de l'hoquei patins.
El Club Hoquei Lloret es fundà l'any 1969, arribant a la 1a Nacional la temporada 1981/82, assolint quatre anys més tard l'ascens a Divisió d'Honor, on tan sols hi jugà dues temporades. Fins a la temporada 2001/02 l'equip no tornà a assolir l'ascens a Divisió d'Honor. Del 9 al 12 de març del 2006 se celebrà a Lloret de Mar la Copa del Rei amb la participació dels Club Hoquei Lloret, caient aquest a quarts davant l'Igualada HC, en una edició de la Copa que acabà guanyant el Reus Deportiu. El CH Lloret arribà a la final four a Dinan de la Copa de la CERS 2007-2008, caient en semifinals davant el Hockey Valdagno i el 2009 va ser subcampió de la CERS a la final four disputada a Lloret de Mar.
El club té una bona quantitat de jugadors y aficionats, tant es així que el dia 13 de novembre del 2023 dos persones lloretenques van crear la grada d'animació del Club Hoquei Lloret; 1, 2, 3, Lloret